# نادي ريغ
نادي ريغ هو نادي كرة سلة رواندي يقع في مدينة كيغالي. تأسس النادي عام 2016 وشارك في دوري أفريقيا لكرة السلة 2022. في 18 فبراير 2022 تعاقد النادي مع روبرت باك لتدريب الفريق.